# فرانس ون هوتن
فرانس ون هوتن (به انگلیسی: Frans van Houten) (زاده ۲۶ آوریل ۱۹۶۰) کارآفرین و مدیر ارشد اجرایی هلندی است، که اکنون به‌عنوان مدیر عامل اجرایی شرکت فیلیپس فعالیت می‌نماید. وی پیش از این مدیرعاملی شرکت ان‌ایکس‌پی را برعهده داشت. ون هوتن فعالیت حرفه‌ای خود در صنعت را از سال ۱۹۸۶ در شرکت فیلیپس آغاز نمود. پدر او سال‌ها به‌عنوان عضوی از هیئت مدیره فیلیپس فعالیت می‌نمود. ون هوتن در سال ۲۰۰۴ مدیرعامل بخش نیم‌رسانای فیلیپس شد و در سال ۲۰۱۰ به مدیرعاملی شرکت فیلیپس منصوب گردید.